# Šagovina Mašićka
Šagovina Mašićka – wieś w Chorwacji, w żupanii brodzko-posawskiej, w gminie Okučani. W 2011 roku liczyła 7 mieszkańców.